# Step outline
Step outline, sequence outline of sequentiebeschrijving is een beschrijving van het verloop van het verhaal, opgedeeld in sequenties. Eenvoudig gesteld overloopt de scenarist bij een step outline zijn hele manuscript en schrijft een zin op voor elke gebeurtenis die van belang is in het verhaal.
Zoals de term al aangeeft, is een step outline het verhaal, verteld in stapjes. Het is een methode die te vergelijken is met een storyboard, maar daar wordt elke scène in plaats van met zinnen uitgebeeld met foto's of tekeningen. Een step outline is gedetailleerder dan een treatment, en telt ongeveer 10 tot 12 pagina's als het klaar is. 
Het opdelen van een treatment in sequenties is een overgangsstap naar het uiteindelijke script. De sequenties bestaan uit een reeks shots of scènes die een natuurlijke eenheid vormen. Op welke manier het manuscript in een aantal reeksen shots wordt verdeeld hangt af van de persoon. Er wordt naar gestreefd om van elke sequentie een afgerond geheel te maken, met een begin, een midden en een einde. Het hangt ook een beetje van de regisseur af of de scenarist alle aparte shots zal beschrijven, want hiermee komt hij natuurlijk op het terrein van de regisseur. De meeste regisseurs vragen de scenarioschrijver om zich te beperken tot het duidelijk aangeven van wat inhoudelijk en visueel van belang is. 